# Rạch Dừa
Rạch Dừa là một phường thuộc Thành phố Hồ Chí Minh, Việt Nam.

## Địa lý
Phường Rạch Dừa nằm ở phía Đông Nam thành phố Hồ Chí Minh, có vị trí địa lý:
- Phía đông giáp phường Phước Thắng
- Phía tây giáp phường Tam Thắng và vịnh Gành Rái
- Phía nam giáp Biển Đông
- Phía bắc giáp vịnh Gành Rái và xã Long Sơn.

Phường có diện tích 3,26 km², dân số năm 2004 là 14.414 người, mật độ dân số đạt 4.426 người/km².

## Lịch sử
Tên gọi Rạch Dừa đã có từ lâu đời.
Rạch Dừa xưa là tên một xứ thuộc tổng An Phú, huyện Phước An, tỉnh Biên Hòa. Địa danh Rạch Dừa được nhắc đến trong nghiên cứu địa bạ triều Nguyễn của Nguyễn Đình Đầu trong mô tả về làng Thắng Nhất như sau: "Thắng Nhất thuyền ở xứ Rạch Dừa, Đông giáp Phước Tỉnh có động cát làm giới. Tây giáp sông lớn, giáp địa phận thuyền Thắng Nhì, có Giếng Me làm giới. Đất có gò đồi, trong đó mồ mả 1 khoảnh. Rừng hoang 1 khoảnh".
Dưới thời Pháp, Rạch Dừa là tên một ấp ở ven làng Thắng Nhất.
Hồi cuối thế kỷ 19, ông Lê Văn Mưu cùng gia quyến và các đồng đạo đã tạm lánh ở Rạch Dừa một thời gian trước khi sang đảo Long Sơn lập nghiệp.
Dưới thời Pháp thuộc, Thắng Nhứt là một trong 7 xã thuộc tổng Vũng Tàu, thị xã Cap Saint Jacques, sau đó là một xã của quận Vũng Tàu, rồi thành khu phố và phường thuộc thị xã Vũng Tàu.

### Hiệp định Genève
Những năm 1954-1955, chính quyền Ngô Đình Diệm đã đưa nhiều người Công giáo và người di cư vào Vũng Tàu. Một số giáo dân đã định cư lập nghiệp tại Rạch Dừa, hình thành nên các xứ Thủy Giang, Hải Xuân, Đông Xuyên, và Nam Đồng.
Ngày 30 tháng 3 năm 1965, chính quyền Việt Nam Cộng hòa chia địa phận thị xã Vũng Tàu thành nhiều khu phố. Theo đó, các xã gọi là "khu phố".

### Thống nhất
Sau sự kiện 30 tháng 4, phường Thắng Nhất trực thuộc thị xã Vũng Tàu, sau là Đặc khu Vũng Tàu - Côn Đảo.
Ngày 14 tháng 5 năm 1986, Hội đồng Bổ trưởng sắp xếp lại địa giới hành chính, đưa một phần phường Thắng Nhất vào phường Thắng Nhì, phần còn lại đổi tên thành phường 10. Khi mới thành lập, phường trực thuộc đặc khu Vũng Tàu – Côn Đảo.
Ngày 12 tháng 8 năm 1991, đặc khu Vũng Tàu - Côn Đảo giải thể, phường 11 trực thuộc thành phố Vũng Tàu, tỉnh Bà Rịa - Vũng Tàu.
Năm 1996, thành phố Vũng Tàu khánh thành Khu công nghiệp Đông Xuyên với tổng diện tích trên 160 ha. Khu công nghiệp nằm ở ven bờ vịnh Gành Rái phía bắc của phường.
Phường Rạch Dừa được thành lập vào ngày 24 tháng 12 năm 2004 trên cơ sở 325,77 ha diện tích tự nhiên và 14.414 người của phường 10.

## Chính trị
Hội đồng Nhân dân và Ủy ban Nhân dân phường là hai cơ quan quyền lực Nhà nước ở địa phương này. Trong đó, Hội đồng nhân dân hiện tại là hội đồng nhân dân khóa 2021-2026, được bầu tại kỳ bầu cử Quốc hội khóa XV. Đứng đầu hội đồng nhân dân là Chủ tịch Hội đồng nhân dân. Trước đó, từ năm 2008 đến 2016, phường này không có hội đồng nhân dân, do thực hiện thí điểm không tổ chức hội đồng nhân dân.
Ủy ban Nhân dân là cơ quan chấp hành của Hội đồng nhân dân. Đứng đầu cơ quan này là Chủ tịch ủy ban nhân dân.
Về mặt Đảng, Đảng ủy phường Rạch Dừa là cơ quan lãnh đạo của Đảng Cộng sản Việt Nam tại địa phương.
Trụ sở Đảng ủy, Hội đồng nhân dân và Ủy ban nhân dân phường Rạch Dừa đặt tại số 20 Nơ Trang Long.

### Bầu cử
Ở cấp tỉnh, phường Thắng Nhất thuộc đơn vị bầu cử số 2, gồm các phường 8, 9 10, Thắng Nhì, Rạch Dừa và Nguyễn An Ninh, bầu ra 5 đại biểu cho Hội đồng nhân dân tỉnh Bà Rịa - Vũng Tàu.
Ở cấp thành phố, phường nằm trong đơn vị bầu cử số 6, cùng với phường 11, bầu ra 5 đại biểu cho Hội đồng nhân dân thành phố Vũng Tàu.

## Hạ tầng
Chợ Rạch Dừa là chợ lớn nhất trong phường, đây là một chợ đầu mối của phía Đông Nam Thành phố Hồ Chí Minh.